# Une famille pas si parfaite
Une famille pas si parfaite (Si nos dejan) est une telenovela mexicaine produite par Televisa diffusée d'abord entre le 1er juin 2021 et le 11 octobre 2021 sur Univision aux États-Unis et est diffusé entre le 1er novembre 2021 et le 20 février 2022 sur Las Estrellas au Mexique.
En France, elle est diffusée entre le 7 juin 2022 et le 29 septembre 2022 puis rediffusée entre le 9 décembre 2023 et le 30 mars 2024 sur Novelas TV,.
Actuellement diffusée sur Antenne Réunion depuis Juillet 2025, trois épisodes tous les dimanches matin. 

## Synopsis
Alicia Montiel a une famille parfaite et est mariée à Sergio Carranza, l'un des journalistes les plus respectés et reconnus du Mexique. Ils ont 3 enfants et sont des icônes et le synonyme de la famille idéale dans la société. Le monde d'Alicia s'effondre lorsqu'elle découvre que Sergio lui a été infidèle depuis 3 ans avec la co-animatrice de son émission de télévision, Julieta Lugo. Alicia trouve le courage de divorcer et devra faire face à tous les défis que sa nouvelle vie apportera, notamment tomber amoureuse d'un homme beaucoup plus jeune qu'elle, Martín Guerra, qui est également journaliste et a été le rival professionnel de Sergio. Alicia cédera à un nouvel amour, elle défiera quiconque osera la questionner et en liberté, elle donnera une chance au vrai bonheur.

## Distribution
- Mayrin Villanueva : Alicia Montiel de Carranza
- Marcus Ornellas : Martín Guerra Torres
- Amairani Romero : Dona Maruja Torres de Guerra
- Roberto Mateos : Commandante Facundo Guerra
- Álex Perea : José Rafael Fuentes «El Cholo»
- Lore Graniewicz : Karina Goméz
- Isidora Vives : Miranda Carranza Montiel
- Mónica Sánchez-Navarro : Yaya
- Víctor Civeira : Don Ángel Rentería
- Jorge Gallegos : Moisés Zapata
- Henry Zakka : Don Fabián Villar
- Gabriela Carrillo : Carlota Vegas
- Ara Saldivar : Celia «Chela» Ortega
- Solkin Ruz : Lucas Bejarano
- Gabriela Spanic : Fedora Montelongo
- Paco Luna : Diego «El Culebra»
- Ramiro Tomasini : Gutiérrez
- Jose Maria Galeano : Samuel Torres
- Alexis Ayala : Sergio Carranza
- Carlos Said : Gonzalo Carranza Montiel
- Isabel Burr : Yuridia «Yuri» Carranza Montiel
- Scarlet Gruber : Julieta Lugo
- Manuel Riguezza : Simón Guerra
- Susana Dosamantes : Dona Eva Montiel

## Diffusion
- Univision
- Las Estrellas
- Novelas TV (2022) et (2023-2024)

## Autres versions
- Señora Isabel (Canal A, 1993-1994)
- Mirada de mujer (TV Azteca, 1997-1998)
- Nunca Digas Adeus (TVI, 2001-2002)
- Victoria (Telemundo, 2007-2008)
- Ana de nadie (RCN Televisión, 2023)

### Sources
- (es) Cet article est partiellement ou en totalité issu de l’article de Wikipédia en espagnol intitulé « Si nos dejan (telenovela mexicana) » (voir la liste des auteurs).